# Huminsyre
Huminsyrer er de syrer – særligt fulvussyre og humussyre – som dannes under humificering af førne. Huminsyrerne er årsagen til, at mange jordtyper efterhånden bliver sure, sådan at den organiske del af jorden danner morr.
Huminsyre er den del af et humusprodukt, som ikke er opløseligt i vand under sure forhold (pH < 2), men som lader sig opløse ved højere pH-værdier. Syren kan udtrækkes af jorden med forskellige midler, men ikke ved hjælp af fortyndet syre. Humussyre er den væsentligste del af humusfraktionen i jord, og den kan kendes på sin mørkebrune til helt sorte farve.
Dannelsen af huminsyrer er også forklaringen på, at det kan være nødvendigt at neutralisere materialet under komposteringsprocessen. Syredannelsen kan nemlig blive så kraftig, at den i sig selv kan hæmme eller helt standse nedbrydningen af materialet.